# Гординская, Наталья Николаевна
Ната́лья Никола́евна Горди́нская (род. 2 сентября 1955) — советская и российская театральная актриса. Заслуженная артистка РФ (1994), народная артистка РФ (2013).

## Биография
Наталья Гординская родилась 2 сентября 1955 года.
По окончании общеобразовательной школы поступила на актёрское отделение Ростовского училища искусств (мастерская нар. арт. СССР М. И. Бушнова). В 1975 году по окончании училища Наталья была принята в труппу Ростовского драматического театра им. М. Горького, где с успехом трудится и по сей день.
Наталья Гординская — актриса многогранная, особенно великолепна в ролях ярких представительниц барского сословия. Среди созданных образов Гординской сильные женщины, волевые и бескомпромиссные (в роли Екатерины Великой — в постановке Н. Сорокина «Шут Балакирев», в роли Вассы — «Васса Железнова», в роли маркизы Де Мертей — в постановке М. Чумаченко «Опасные связи»), так и сентиментальные, чувствительные (в роли Раневской — в постановке Н. Сорокина «Вишнёвый сад»).
Наталья, что от латинского означает «рождественская» — и она была рождена, чтобы дарить благодарному зрителю свою женственность, что подчёркнуто в каждом образе актрисы. Она живое воплощение природной красоты и таланта. Вот уже более тридцати лет Наталья Николаевна работает на сцене Ростовской драмы, и никогда не изменяла родному театру, каждый театральный сезон радуя донского зрителя новыми ролями.

## Признания и награды
- Заслуженная артистка Российской Федерации (1 декабря 1994) — за заслуги в области искусства[1]
- Лауреат «Чеховской премии» за исполнение роли Раневской в спектакле по пьесе А. П. Чехова «Вишнёвый сад» (2009)[источник не указан 226 дней]
- Лауреат премии «За лучшую женскую роль» IV Всероссийского театрального фестиваля «Русская комедия» (г. Ростов-на-Дону) за исполнение роли Раневской в спектакле по пьесе А. П. Чехова «Вишнёвый сад» (2010)[2][3][4]
- Лауреат V Межрегионального театрального фестиваля им. Н. Х. Рыбакова (г. Тамбов) за исполнение роли Раневской в спектакле по пьесе А. П. Чехова «Вишнёвый сад» (2011)[4][5]
- Народная артистка Российской Федерации (8 апреля 2013) — за большие заслуги в области кинематографического, музыкального, театрального и хореографического искусства[6]

## Творчество
Ростовский академический театр драмы имени Максима Горького

 Спектакли и роли  (избранное)
- А. Пушкин «Маленькие трагедии» — донна Анна
- М. Зощенко «Горько» — Катерина, невеста Владимира Завитушкина
- Т. Джюдженоглу «Маляр» — Гюль, жена Кадыра
- Шодерло де Лакло «Опасные связи» — маркиза де Мертей
- Г. Мопассан «Милый друг» — Мадлена Форестье
- Г. Фигейредо «Эзоп» — Мелита, служанка Клеи
- А. Кристи «Свидетель обвинения» — Ромейн
- А. Островский «На всякого мудреца довольно простоты» — Клеопатра Львовна Мамаева
- М. Горький «Васса Железнова» — Васса Железнова
- Г. Горин «Шут Балакирев» — Екатерина I, царица
- Ф. Достоевский «Очаровательный сон князя К.» — Настасья Петровна Зяблова
- А. Островский «Без вины виноватые» — Елена Ивановна Кручинина, актриса
- А. Николаи «Великолепная семейка» — Мать
- Ф. Вебер «Ужин дураков» — Кристина, жена мсье Брошана
- Е. Корнилов «Честь имею» — Косова
- О. Уайльд «Идеальный муж» — миссис Чивли
- А. Геворкян «Тигран Великий» — царица Амаспюр
- А. Чехов «Невидимые миру слёзы» — Елена Ивановна Попова, помещица
- У. Шекспир «Король Лир, или всемирный театр дураков» — Гонерилья
- В. Азерников «Мишель» — Мари
- Ф. Достоевский «Дело Карамазовых» — Катерина Ивановна Верховцева
- Л. Ворон, И. Ворон «Семейный портрет с картиной» — Татьяна
- В. Азерников «Школа соблазна» — Алла
- А. Чехов «Вишнёвый сад» — Любовь Андреевна Раневская, помещица